# Tachibana (Kuge)
Der Kuge-Klan der Tachibana (japanisch 橘氏, Tachibana-shi) war eine einflussreiche Familie am Kaiserhof der Nara-Zeit. Sie wurden von den Fujiwara verdrängt.

## Nara-Zeit
Bereits in der Frühzeit trugen einige Mitglieder des Kaiserhauses den Namen Tachibana. Der Name kommt vom japanischen Apfelsinenbaum (Citrus nobilis), der auch in der Thronbesteigungszeremonie eine Rolle spielt.
Der Name Tachibana wurde Agata-no-Inukai no Michiyo von Gemmei-tennō 708 verliehen. Sie war die Frau des kaiserlichen Prinzen Minu, Nachfahre des Bidatsu-tennō und Mutter der Prinzen Katsuragi und Sai. Sie heiratete später Fujiwara no Fuhito.
Den Prinzen Katsuragi und Sai wurde 736 der Familienname Tachibana gegeben, wodurch sie aus der kaiserlichen Familie ausschieden.
Aus der Familie stammen die in China (804-6) studierenden Tachibana no Hayanari (ch. W.G.: Chüh-i-shih) und der später als Gründer des japanischen esoterischen Buddhismus auftretende Kūkai (posthum: Kōbō Daishi; ch. W.G.: K'ung-hai).
Tachibana no Hayanari (?778-842). Nach seiner Rückkehr aus China, Gouverneur von Tajima. Bei Hofe war er der direkte Gegenspieler Fujiwara no Yoshifusas, der das Regentensystem (sesshō) etablierte. Er wurde von diesem verleumdet und 843, im Alter von 60 Jahren in die Verbannung geschickt, wo er nach fünf Jahren stirbt. Bekannt ist er als Poet und Kalligraph. Er gilt als einer der Sampitsu, sein bedeutendstes Werk ist das Ito Naishinnō Ganmon (伊都内親王願文).

## Heian-Zeit
Die Tachibana, deren Mitglieder auch immer Positionen im Staatsrat innehatten, waren während der frühen Heian-Zeit laufend in Machtkämpfe mit den Fujiwara verwickelt, was gelegentlich auch zu bewaffneten Auseinandersetzungen führte. So z. B. der Aufstand Fujiwara no Sumitomos 939-941. Zwar wurde diese Rebellion unterdrückt, jedoch verloren dabei die Tachibana ihren Einfluss bei Hofe; der Klan selbst wurde, zerteilt in vier Linien, in verschiedene Richtungen hin verstreut.
Tachibana no Kimiyori (877-941), der Verfolger Fujiwara no Sumitomos, wurde nach Kyūshū ausgewiesen. Er blieb dort und wurde Repräsentant des kaiserlichen Hofes. Nach ihm bzw. seinen Nachfahren ist die Tachibana-Burg benannt, aus der die Samurai-Familie entstammt, deren Aufstieg im 14. Jahrhundert begann.
Ein weiterer Zweig entstand in der Provinz Iyo. Deren Ahnherr war Tachibana Tōyasu. Kusunoki Masashige, ein kaiserlicher General im 14. Jahrhundert und „Schutzpatron“ der Kamikaze-Piloten, stammt aus dieser Linie.

## Historisch bedeutende Klanmitglieder
- Inukai no Michiyo (Ahnherrin)

### Zweite Generation
- Tachibana no Moroe (橘諸兄, 684-757) – Sohn Michiyos; auch Katsuragi no Ō-kimi (葛城王. 738 Udaijin. 751 Sadaijin (Kanzler)), dadurch bis 756 effektiver Inhaber der Regierungsgewalt – im guten Einvernehmen mit den Fujiwara. Dann Rücktritt, da von der Kōken-tennō der Beteiligung an einer Verschwörung verdächtigt. Er verfasste Teile des Man’yōshū.
- Tachibana no Sai (橘佐為) – Sohn Michiyos; auch Sai no Ō-kimi (佐為王)
- Muro no Ōkimi (牟漏女王) – Tochter Michiyos; Frau des Fujiwara no Fusazaki

### Dritte Generation
- Tachibana no Naramaro (橘奈良麻呂; † 757) – ältester Sohn von Moroe. Er galt als fähig, war Daigaku no kami (大学の上), Mimbu-ōskue (民部大介), Sangi (参議), Sadaiben (佐大辨). Als nach dem Tode seines Vaters der Einfluss des Fujiwara no Nakamaro (藤原仲麿; 710–764) immer stärker wurde, beteiligte er sich an der Verschwörung des abgesetzten Kronprinzen Funado, des Ono Azumabito u. a. gegen Nakamaro und die Kaiserin Kōken. Die Verschwörung wurde aufgedeckt, die Beteiligten wurden hingerichtet.

### Vierte Generation
- Tachibana no Shimadamaro (橘島田麿) – Sohn Naramaros
- Tachibana no Kiyotomo (橘清友) – Sohn Naramaros

### Fünfte Generation
- Tachibana no Kachiko (橘嘉智子; 787–851) – Tochter Kiyotomos, Gemahlin des Saga-tennō und Mutter von Kaiser Nimmyō. Als dieser erkrankte, schor sie ihr Haar und wurde Nonne, um dessen Genesung zu erreichen. Aber es war vergeblich, sie folgte ihm ein Jahr später in den Tod. Als strenge Buddhistin ließ sie den Tempel Danrin-ji (檀林寺) erbauen, weshalb sie als „Danrin-Kōgō“ (檀林皇后) in Erinnerung geblieben ist. Mit der Unterstützung ihres Bruders Ujikimi gründete sie in Kyōto die Ausbildungsstätte für die Tachibana-Familie, die sie „Gakkan-in“ (学館院) nannte.
- Tachibana no Ujikimi (橘氏公) – Sohn Kiyotomos. Dessen Sohn: 橘岑継

### Spätere Generationen
- Tachibana no Hayanari (橘逸勢; † 842) – Staatsmann, Poet, insbesondere berühmt als Kalligraph, insbesondere im „quadratischen“ Reisho-Stil (隷書体). Er reiste nach China, wo er sich mehrere Jahre aufhielt, bis er im Jahr 806 mit Priester Kūkai nach Japan zurückkehrte. 842 wurde er in eine Verschwörung verwickelt, die Tsunesada-Shinnō auf den Thron bringen wollte. Er wurde deshalb in die Provinz Izu verbannt, starb auf dem Wege dorthin. Mit Saichō und Kūkai ist er einer der „Drei großen Kalligraphen“ Sanpitsu seiner Zeit

- Tachibana no Hiromi (橘広相) – Gelehrter, fünf Generationen von Moroe; diente den Tennō Yōzei, Kōkō, und Uda
- Tachibana no Kimisai (?)(橘公材) – Zweiter Sohn Hiromis
- Tachibana no Kimiyori (橘公頼) – Fünfter Sohn Hiromis; Gouverneur der Sonderverwaltungszone in Kyūshū (Dazai Gonnosochi); bekämpfte Fujiwara no Sumitomos jüngeren Bruder Fujiwara no Suminori.
- Tachibana no Aritsura (橘在列); † 953. Tendai-Mönch und Literat.

- Tachibana no Toshimichi (橘敏通) – Dritter Sohn von Kimiyori; wichtige Rolle im Kampf gegen Fujiwara no Sumitomo und Suminori; Herr der Provinz Chikugo; Ahnherr der Chikugo-Linie (Kyūshū) der Familie.
- Senkan (千観) – Vierter Sohn von Kimiyori; Mönch der Jodo Shū (Buddhismus des reinen Landes)
- Tachibana no Yoshiyuki (橘善行) – Buddhistischer Name Shōkū; Gründer des Enkyō-ji
- Zōga (蔵賀) – Lebte auf der Insel Tōnomine
- Kōkei (皇慶) – Mönch
- Tachibana no Nagayasu (橘永愷) – Poet; auch bekannt unter dem buddhistischen Namen Nōin.
- Tachibana no Michisada (橘道貞) – Zusammenarbeit mit Fujiwara no Michinaga

- Ko-shikibu no Naishi (小式部内侍) – Poet; Tochter des Michisada
- Tachibana no Tamenaka (橘為仲) – Poet
- Tachibana no Tōyasu (橘遠保) – Stammte aus dem Ochi-Klan (越智氏), Ahnherr der Iyo-Linie der Familie. Kämpfte gegen Fujiwara no Sumitomo.
- Tachibana no Toshitsuna (1028–94), unehelicher Sohn von Fujiwara no Yorimichi. Leiter des kaiserlichen Bauamtes, im mittleren Hofrang, gilt als Autor des Sakuteiki.

- Tachibana no Tōshige (橘遠茂) – mokudai von Suruga; Nachfahr von Tōyasu (Iyo-Linie)
- Tachibana no Toshimichi († 1051 oder 1058) war Ehemann der Dichterin Sugawara no Takasue no Musume
- Tachibana no Kiminaga (橘公長) – Henker von Taira no Munemori.
- Tachibana no Kiminari (橘公業) – Sohn von Kiminaga; Gründer des Kokajima-Klans.
- Tachibana no Narisue (橘成季) – diente Kujō Michiie